# Edith Hoyt
Pour les articles homonymes, voir Hoyt.
 Edith Hoyt née le 10 avril 1894 et morte le 16 mai 1971 à Washington est une peintre américaine. Hoyt peint principalement des paysages, des paysages urbains et des aquarelles florales.

## Biographie
Edith Hoyt est née à West Point, New York en avril 1894. Elle fréquente la Corcoran School of the Arts and Design, où elle étudie avec le peintre Charles Herbert Woodbury. À partir de 1921, Hoyt passe ses étés au Canada, plus précisément dans le parc national de Jasper, dans la région de Charlevoix et à Gaspé, au Québec. Son travail est exposé au Corcoran, à l'American Watercolour Society, à la Pennsylvania Academy et au Brooklyn Museum. En 1963, elle travaille et expose à Cap-à-l'Aigle,, Canada. En 1932, Hoyt est invitée à l'événement de la Howard University Gallery Presenting Works of Negro Artists pour parler de ses expériences dans le parc national de Jasper. L'une de ses peintures aurait été acquise par l'association d'art Little Rock Ark la semaine précédente.

## Expositions
- 1936, Water colors of Spain from Andalusia to Castile, the Asturias and Galicia to the frontier of Portugal, Ferargil Galleries, New York[4]
- 1939, Edith Hoyt, Ferargil Galleries, New York[5]
- 1947, Paintings of Guatemala and Mexico, Arthur U. Newton Galleries, New York[6]

## Collections
- The Rock, Perce, vers 1925, huile sur toile, Arkansas Museum of Art[7]
- Rebuilding Old Paris, 1934, huile sur toile, collection inconnue
- Le pont de glace à Saint-Pétronille, IO, 1941, huile sur toile, Musée national des beaux-arts du Québec[8]
- Scène d'hiver Ste Pétronille, IO, 1941, huile sur toile, Musée national des beaux-arts du Québec[9]